# دی‌ام‌جی موری
دی‌ام‌جی موری (انگلیسی: DMG Mori) شرکت ماشین‌آلات آلمانی است، که در سال ۱۸۷۰ تأسیس شد.